# 34492 Swasthikpadma
34492 Swasthikpadma è un asteroide della fascia principale. Scoperto nel 2000, presenta un'orbita caratterizzata da un semiasse maggiore pari a 2,9619280 au e da un'eccentricità di 0,0702272, inclinata di 8,78557° rispetto all'eclittica.